# Panathinaikos (voleibol)
La secció de voleibol del Panathinaikós Athlitikós Ómilos és una de les més importants d'aquest club poliesportiu grec.
La secció masculina es va fundar el 1919 i la femenina el 1969. La masculina és un dels clubs de voleibol més antics i amb més èxit de Grècia, La femenina és l'equip femení de voleibol amb més èxit a Grècia, en termes de campionats grecs guanyats.

## Palmarès masculí
- Recopa d'Europa / CEV Cup
  - Finalistes (2): 1979-80, 2008-09
- Lliga grega: 
  - Campions (20): 1963, 1965, 1966, 1967, 1970, 1971, 1972, 1973, 1975, 1977, 1982, 1984, 1985, 1986, 1995, 1996, 2004, 2006, 2020, 2022
- Copa grega
  - Campions (6): 1982, 1984, 1985, 2007, 2008, 2010
- Copa del la Lliga grega
  - Campions (1): 2020
- Supercopa grega
  - Campions (1): 2006

## Palmarès femení
- Recopa d'Europa
  - Finalistes (1): 1999–00
- CEV Challenge Cup
  - Finalistes (1): 2008–09
- Lliga grega: 
  - Campiones (23): 1971, 1972, 1973, 1977, 1978, 1979, 1982, 1983, 1985, 1988, 1990, 1991, 1992, 1993, 1998, 2000, 2005, 2006, 2007, 2008, 2009, 2010, 2011
- Copa grega
  - Campiones (5): 2005, 2006, 2008, 2009, 2010